# Justin Henry
Ne doit pas être confondu avec Danny Lloyd.
Justin Henry est un acteur américain, né le 25 mai 1971 à Rye, New York (États-Unis).

## Biographie
Âgé de 8 ans seulement, il débute et se fait connaître dans le rôle du petit Billy (aux côtés de Dustin Hoffman et Meryl Streep) pour les besoins du film Kramer contre Kramer. Son naturel et son talent précoce lui vaudront une nomination aux Oscars dans la catégorie du « meilleur acteur dans un second rôle » (il est le plus jeune nommé jusqu'alors).

## Filmographie

### Cinéma
- 1979 : Kramer contre Kramer (Kramer vs. Kramer) de Robert Benton : Billy Kramer
- 1984 : Martin's Day d'Alan Gibson : Martin
- 1984 : Seize bougies pour Sam (Sixteen Candles) de John Hughes : Mike Baker
- 1985 : Double Negative : Jerry
- 1988 : Sweet Hearts Dance de Robert Greenwald : Kyle Boon
- 1997 : Groupies de Keith Spiegel : Bobbi
- 1998 : Locals : Alex
- 1999 : Not Afraid to Say... d'Adam Vetri : Bobbi
- 2003 : My Dinner with Jimi de Bill Fishman : Howard Kaylan
- 2003 : Finding Home de Lawrence D. Foldes : Prescott
- 2004 : There's Something About Meryl de Bernie Van de Yacht : un garçon
- 2004 : Lost de Darren Lemke : Chester Gould
- 2007 : The Junior Defenders : Jimmy Fletcher

### Télévision
- 1983 : Les Tigres (Tiger Town) d'Alan Shapiro (téléfilm) : Alex
- 1983 : L'Île fantastique (Fantasy Island) (série télévisée) : Andy
- 1986 : Cap Danger (Danger Bay) (série télévisée) : Curtis Gilmore
- 1996 : Andersonville, le camp de la mort (Andersonville) de John Frankenheimer : Tyce
- 1997 : Urgences (ER) (série TV) : Étudiant James Sasser
- 2001 : Au rythme du destin (Chasing Destiny) de Tim Boxell (téléfilm) : Eddie McDermot
- 2008 : My Own Worst Enemy (série TV) : Dr. Rafe Castle
- 2010 : Brothers and Sisters (série TV) : Dr. Lewis

## Distinction
- Nomination à l'Oscar du meilleur acteur dans un second rôle pour Kramer contre Kramer. Justin Henry est jusqu'alors le plus jeune nommé dans cette catégorie dans toute l'histoire des Oscars.